# Novantinoe
Novantinoe är ett släkte av skalbaggar. Novantinoe ingår i familjen långhorningar.

## Dottertaxa tillNovantinoe, i alfabetisk ordning[1]
- Novantinoe agriloides
- Novantinoe bicolora
- Novantinoe birai
- Novantinoe chemsaki
- Novantinoe cotopaxiana
- Novantinoe cribristernis
- Novantinoe cristinae
- Novantinoe darlingtoni
- Novantinoe denticornis
- Novantinoe equatoriensis
- Novantinoe fulvopicta
- Novantinoe germaini
- Novantinoe guyanensis
- Novantinoe hefferni
- Novantinoe hovorei
- Novantinoe iani
- Novantinoe jolyi
- Novantinoe lezamai
- Novantinoe lingafelteri
- Novantinoe mariahelenae
- Novantinoe mathani
- Novantinoe monnei
- Novantinoe morrisi
- Novantinoe pegnai
- Novantinoe peruviensis
- Novantinoe puertoricensis
- Novantinoe rileyi
- Novantinoe rufa
- Novantinoe solisi
- Novantinoe spinosa
- Novantinoe thomasi
- Novantinoe tumidicollis
- Novantinoe unidentata
- Novantinoe wappesi